# Allan Nyom
Allan-Roméo Nyom (Neuilly-sur-Seine, 1988. május 10. –) kameruni válogatott labdarúgó, a Getafe játékosa, posztja szerint jobbhátvéd.

## Pályafutása

### Klubcsapatokban
Neuilly-sur-Seine-ben született, Franciaországban. A Nancy utánpótlás csapataiban nevelkedett. A 2008–09-es szezonban az Arles-Avignon színeiben mutatkozott be. 2009-ben Olaszországba szerződött az Udinesébe, ahol hat éven keresztül volt hivatalosan a klub játékosa, azonban egyetlen mérkőzésen sem lépett pályára, mert végig kölcsönben szerepelt a spanyol Granadában. 2015-ben Angliába igazolt a Watfordba, ahol egy évig szerepelt. 2016 és 2019 között a West Bromwich Albionban játszott, annyi kivétellel, hogy a 2018–19-es idényben kölcsönadták a spanyol Leganésnek. 2019 és 2022 között a Getafe csapatát erősítette. 2022. január 28-án visszatért a Leganésbe. A 2023–24-es szezonra is maradt a klubnál, majd a szezon végén megnyerték a másodosztályt, így feljutottak az élvonalba. A feljutás ellenére nem újította a klub meg a szerződését, így egy ideig szabadúszó volt. 2024. október 8-án visszatért korábbi klubjához, a Getafe csapatához a a szezon végéig.

### A válogatottban
A kameruni válogatottban 2011. november 11-én mutatkozott be egy Szudán ellen 3–1-re megnyert barátságos mérkőzésen. Részt vett a 2014-es világbajnokságon.

## Sikerei, díjai
- Granada
  - Segunda División B: 2009–10

- Leganés
  - Segunda División: 2023–24